# رنه بیانچی
رنه بیانچی (فرانسوی: René Bianchi‎؛ زادهٔ ۲۰ مهٔ ۱۹۳۴) دوچرخه‌سوار اهل فرانسه است.
وی در مسابقات کشوری و بین‌المللی در مجموع برندهٔ ۱ مدال نقره شده‌است.